# Tomorrow's Modern Boxes
Albums de Thom Yorke
The Eraser Anima
Tomorrow's Modern Boxes est le deuxième album de Thom Yorke, le leader de Radiohead et Atoms for Peace, sorti en 2014.
L'album est sorti sur Internet, sur la plateforme de peer to peer BitTorrent, après la mise en ligne de photos présageant implicitement de nouveaux enregistrements du chanteur. L'internaute peut télécharger gratuitement le single A Brain in a Bottle et son vidéoclip, ou l'album par un portail payant.
Le lancement de l'album sur la plateforme peer to peer est "une expérience afin de voir si le grand public peut comprendre les limites du système."
Il est toutefois également proposé à la vente en format vinyle sur le label Langrab sur tomorrowsmodernboxes.com et en CD lors d'un concert au Japon sur le label Hostess Entertainment. Le 8 décembre 2017, il est réédité en vinyle et CD et déposé sur les plateformes de streaming par le label anglais XL Recordings.
Cet album est produit par Nigel Godrich. On y trouve 8 morceaux chantés par Thom Yorke accompagné de mixes électroniques.

## Liste des chansons
1. A Brain in a Bottle (4:40)
2. Guess Again! (4:23)
3. Interference (2:48)
4. The Mother Lode (6:07)
5. Truth Ray (5:13)
6. There is No Ice (For My Drink) (7:00)
7. Pink Section (2:34)
8. Nose Grows Some (5:22)

## Fiche technique
- Écrit par Thom Yorke
- Arrangé par Nigel Godrich et Thom Yorke
- Produit par Nigel Godrich